# TV시티
《TV시티》는 1995년 6월 5일 ~ 1995년 7월 25일까지 방영된 MBC 월화드라마인데 배경음악이 일본 애니메이션 《나디아》 오리지널 사운드트랙 3집의 마지막곡과 흡사하다는 지적을 받아야 했다.

## 출연진
- 권오중 : 이동호
- 김지호 : 홍혜준
- 김보성 : 서경석
- 정선일 : 성재
- 남주희 : 유정
- 조민기
- 정찬 : 영태
- 유태웅 : 정훈
- 한상혁
- 이원재
- 최수훈
- 유준석
- 최선미